# Jubal Anderson Early
Pour les articles homonymes, voir Early.
Jubal Anderson Early (3 novembre 1816 - 2 mars 1894) est un militaire et un juriste, devenu général de l'Armée des États confédérés lors de la guerre de Sécession.

## Jeunesse
Early est né dans le comté de Franklin. Il obtient son brevet d'officier à l'Académie militaire de West Point en 1837. Il combat les Séminoles en Floride en tant que second-lieutenant du 3e régiment d'artillerie avant de démissionner une première fois de l'armée en 1838. Devenu membre du barreau en 1840, il est avocat, ainsi que procureur des comtés de Franklin et de Floyd en Virginie. Il se fait remarquer lors d'un procès dans le Mississippi, où il bat les meilleurs avocats de l'État. Sa carrière de juriste s'interrompt lors de la guerre américano-mexicaine de 1846 à 1848.

## Guerre de Sécession
Early est farouchement opposé à la sécession sudiste, mais quand le président Abraham Lincoln décide de lever 75 000 hommes afin d'écraser la rébellion, il choisit de combattre pour le Sud et accepte le grade de colonel et avec lui le commandement du 24e régiment de Virginie. Peu après la première bataille de Bull Run, il est promu au grade de général de brigade et le colonel William R. Terry le remplace à la tête du régiment.
Early combat ensuite avec sa brigade lors des bataille de Sept Jours, seconde bataille de Bull Run et bataille d'Antietam, au cours de laquelle il doit commander la division du général Alexander Lawton, blessé. Impressionné par le commandement d'Early, Robert Lee décide de le maintenir à ce grade. Durant la bataille de Fredericksburg, Early sauve l'armée sudiste en contre-attaquant le général nordiste George G. Meade, qui était parvenu à percer la ligne du général Thomas Jonathan Jackson Il est officiellement nommé major général le 17 janvier 1863.
Lors de la bataille de Chancellorsville, il est chargé de défendre les hauteurs de Fredericksburg avec 5 000 hommes, contre une force bien supérieure en nombre (4 divisions nordistes, soit environ 12 000 hommes).
Durant la campagne de Gettysburg, Early commande une division du second corps d'armée sous les ordres du général Richard Ewell. Il est le premier à entrer dans Gettysburg, le 26 juin. Il abandonne ensuite la ville, mais y revient en force le 1er juillet. Il combat ainsi lors de la bataille de Gettysburg. Il combat ensuite aux batailles de la Wilderness et de Spotsylvania, au cours de laquelle il est amené à remplacer son supérieur au commandement du second corps d'armée, le général Richard Ewell, qui a été victime d'une crise de nerfs causée par la dureté des combats.
En juin 1864, Lee envoie Early, entre-temps promu au grade de lieutenant général, dans la vallée de Shenandoah, afin de forcer Grant à desserrer l'étau autour de Petersburg, et si possible, menacer Washington. Early progresse rapidement, prenant Frederick et exigeant au passage 200 000 dollars en échange de la non-destruction de la ville, battant facilement les unionistes à la bataille de Monocacy et arrivant devant Washington le 11 juillet au matin. Il est néanmoins repoussé au cours de la bataille de Fort Stedman (aujourd'hui situé en plein centre de Washington), les renforts envoyés par Grant pour la défense de la capitale étant arrivés avant (les sudistes sont épuisés par les longues marches et la bataille de Monocacy, ainsi que pour certains d'entre eux complètement saouls après avoir trouvé du whisky sur leur chemin...).
Il est ensuite battu lors de la bataille de Cedar Creek. La plupart de ses forces rejoignent alors Lee à Petersburg. Il prend le commandement du département de l'est du Tennessee et de Virginie du sud-ouest à compter du 20 février 1865 jusqu'au 29 mars.

## Après la guerre
Après la reddition de Lee à Appomattox, Early parvint à s'enfuir au Texas, déguisé en fermier. Il passa ensuite au Mexique, puis alla vivre à Cuba et enfin à Toronto, où il écrivit ses mémoires. Il obtint le pardon du président Andrew Johnson en 1868, ce qui lui permit de rentrer aux États-Unis.
Early créa ensuite, avec l'ancien général confédéré Pierre de Beauregard la loterie de Louisiane. Il fut également fort critique sur l'action de James Longstreet à Gettysburg.